# Betty Hutton
Betty Hutton, nome artístico de Elizabeth June Thornburg, (Battle Creek, 26 de Fevereiro de 1921 – Palm Springs, 11 de Março de 2007) foi uma actriz e cantora norte-americana.

## Biografia
Betty Hutton começou a vida como Elizabeth June Thornburg, filha do encarregado de caminhos-de-ferro (Ferrovia) Percy E. Thornburg (1896-1939 e que suicidou-se) e da sua esposa Mabel Lum Thornburg (1901-1967 e que morreu num incêndio no apartamento de Hollywood no Dia de Ano Novo). O seu pai abandonou a família por outra mulher e não tiveram notícias dele, até que receberam um telegrama, vários anos depois, a informá-las da sua morte.
Hutton foi educada pela sua mãe, juntamente com a sua irmã, Marion Hutton, que mais tarde seria a actriz Sissy Jones. Começaram a cantar no speakeasy da família quando Hutton tinha 3 anos de idade. Repetidos problemas com a polícia levaram a família a mudar-se para Detroit, Michigan. Quando foi, já como estrela consagrada, à estreia de Let's Dance (1950), a sua mãe - chegando com ela, e precedida por uma escolta policial - comentou, "Desta vez a polícia vem à nossa frente." Hutton cantou em várias bandas locais na adolescência, e numa ocasião visitou Nova Iorque, com esperança de representar na Broadway, onde foi rejeitada.
Alguns anos mais tarde, foi descoberta pelo líder de orquestra Vincent Lopez, que deu a Hutton a sua entrada para o entretenimento. Em 1939 apareceu em vários musicais curtos da Warner Bros., e apareceu na Broadway em Panama Hattie e Two for the Show, ambos produzidos por Buddy DeSylva.

### Carreira
Quando DeSylva se tornou um produtor na Paramount Pictures, Hutton foi contratada para um papel secundário em The Fleet's In em 1942. Ela fez 14 filmes em 11 anos durante a década de 1940 e o início da década de 1950, incluindo Annie Get Your Gun para a MGM, que contratou Hutton para substituir uma exausta Judy Garland no papel de Annie Oakley. O filme e o papel principal, renovado para Hutton, foi um sucesso de bilheteira, com os maiores elogios para Betty. Mas Hutton, como a sua mais directa rival nos filmes musicais - Garland - ganhou a reputação de ser extremamente difícil.
Em 1942, assinou com a Capitol Records, um dos primeiros artistas a fazê-lo, mas não teve sorte com o seu gerenciamento e então assinou com a RCA Victor. O seu tempo como uma estrela de Hollywood caminhou para um final devido ao desentendimento com a Paramount Pictures depois de The Greatest Show on Earth (1952) e Somebody Loves Me (1952), um filme biográfico da cantora Blossom Seeley.
Hutton trabalhou na rádio, apareceu em Las Vegas e em clubes nocturnos, e então tentou a sorte no novo meio que surgia, a televisão. Um musical televisivo original escrito especialmente para Hutton, Satin 'n Spurs (1954), foi um enorme fracasso junto do público e da crítica. A Desilu Productions apostou em Betty e em 1959 deu-lhe uma sitcom, The Betty Hutton Show, a qual rapidamente perdeu a cor. A sua última saída na televisão foi numa breve aparição em Baretta (1975).
Em 1967, fez contrato para protagonizar dois Westerns de baixo orçamento para a Paramount Pictures, mas foi despedida pouco tempo depois de o projecto começar. Mais tarde, Hutton teve problemas com o álcool e com substâncias de abuso, tentando o suicídio depois de perder a sua voz de cantora em 1970, e de ter tido um "esgotamento nervoso". Divorciou-se do marido, o trompetista de jazz, Pete Candoli e declarou-se falida. De qualquer forma, depois de recuperar o controle da sua vida através de uma igreja, converteu-se ao Catolicismo e foi ensinar a actuar e a cozinhar numa reitoria em Rhode Island.
Ela substituiu Dorothy Loudon como a diabólica Miss Hannigan em Annie na Broadway por período limitado em 1980. A sua última actuação conhecida em qualquer meio de comunicação foi em Jukebox Saturday Night, que foi para o ar na PBS em 1983. Foi entrevistada por Robert Osborne para o "Private Screenings" na TCM em Abril de 2000.

### Casamentos
O primeiro casamento da actriz foi com o operador de câmara Ted Briskin em 3 de Setembro de 1945, de quem se divorciou em 1950. Nasceram duas filhas deste casamento, Lindsay Diane Briskin, nascida em 1946 e Candice Elizabeth Briskin nascida em 14 de Abril de 1948 em Los Angeles. Ted Briskin teve um breve casamento de 21 dias com Joan Dixon depois deste divórcio. Ele morreu em 1980 em Los Angeles.
O segundo casamento de Hutton foi em 1952 com o coreógrafo Charles O'Curran e divorciaram-se, sem filhos, em 1955, tendo ele morrido em 1984.
O seu terceiro casamento foi em 1955 com Alan Livingston. Divorciaram-se em 1960 sem filhos, apesar de algumas fontes se referirem a ele como um casamento de nove meses. Ele nasceu em 1917 e é conhecido por ser o criador de "Bozo, the Clown".
O seu quarto e último casamento foi em 1960 com o trompetista de jazz, Pete Candoli, que nasceu em 1923, irmão de Conte Candoli. Antes de se divorciarem tiveram uma criança, Carolyn Candoli nascida em 19 de Junho de 1962 em Los Angeles. O divórcio de Candoli, em 1967 em algumas fontes aparece como tendo ocorrido em 1964.

### Morte
Hutton viveu próximo de Palm Springs, Califórnia, até à sua morte em 11 de Março de 2007, aos 86 anos de idade. Está sepultada no Desert Memorial Park em Cathedral City, Califórnia.

## Canções de sucesso
- Murder, He Says (1943) (do filme Happy Go Lucky)
- Doctor, Lawyer, Indian Chief
- I Wish I Didn't Love You So
- He's A Demon, He's A Devil, He's A Doll (Do jogo Fallout 4)
- It Had To Be You
- Hit the Road to Dreamland
- Orange Colored Sky
- You Can't Get a Man with a Gun
- Can't Stop Talking
- Blow A Fuse (coberta por Björk como "It's Oh So Quiet")
- A Bushel and a Peck (com Perry Como)
- His Rocking Horse Ran Away
- Bluebirds In My Belfry
- The Fuddy Duddy Watchmaker
- Ol' Man Mose
- There's a Fellow Waiting in Poughkeepsie
- Arthur Murray Taught Me Dancing in a Hurry

## Filmografia

### Longas metragens
- The Fleet's In (1942)
- Star Spangled Rhythm (1942)
- Happy Go Lucky (1943)
- Let's Face It (1943)
- The Miracle of Morgan's Creek (1944)
- And the Angels Sing (1944)
- Here Come the Waves (1944)
- Incendiary Blonde (1945)
- Duffy's Tavern (1945)
- The Stork Club (1945)
- Cross My Heart (1946)
- The Perils of Pauline (1947)
- Dream Girl (1948)
- Red, Hot and Blue (1949)
- Annie Get Your Gun (1950)
- Let's Dance (1950)
- The Greatest Show on Earth (1952)
- Sailor Beware (1952)
- Somebody Loves Me (1952)
- Spring Reunion (1957)

### Outras participações
- Paramount Headliner: Queens of the Air (1938)
- Vincent Lopez and His Orchestra (1939)
- One for the Book (1939)
- Three Kings and a Queen (1939)
- Public Jitterbug Number One (1939)
- A Letter from Bataan (1942)
- Strictly G.I. (1943)
- Skirmish on the Home Front (1944)
- Hollywood Victory Caravan (1945)